# Distrito de Mullaitivu
Mullaitivu (en tamil: முல்லைத்தீவு மாவட்டம்) es un distrito de Sri Lanka en la provincia Norte. Código ISO: LK.MP.
Comprende una superficie de 2 617 km².
El centro administrativo es la ciudad de Mullaitivu.

## Demografía
Según estimación 2010 contaba con una población total de 148 000 habitantes, de los cuales 76 000 eran mujeres y 72 000 varones.